# Хмелево (Псковська область)
Хмелево (рос. Хмелево) — присілок в Куньїнському районі Псковської області Російської Федерації.
Населення становить 32 особи. Входить до складу муніципального утворення Жижицька волость.

## Історія
Від 2015 року входить до складу муніципального утворення Жижицька волость.

## Населення
| 2001 | 2002 | 2010 |
| ---- | ---- | ---- |
| 51   | ↘31  | ↗32  |